# Turbacz

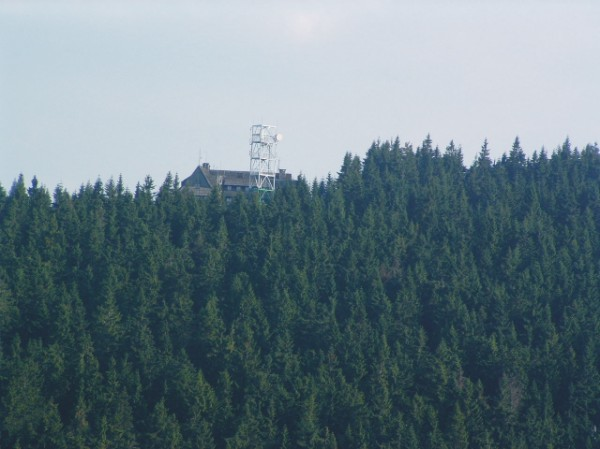
Widok z Czoła Turbacza na schronisko na Turbaczu

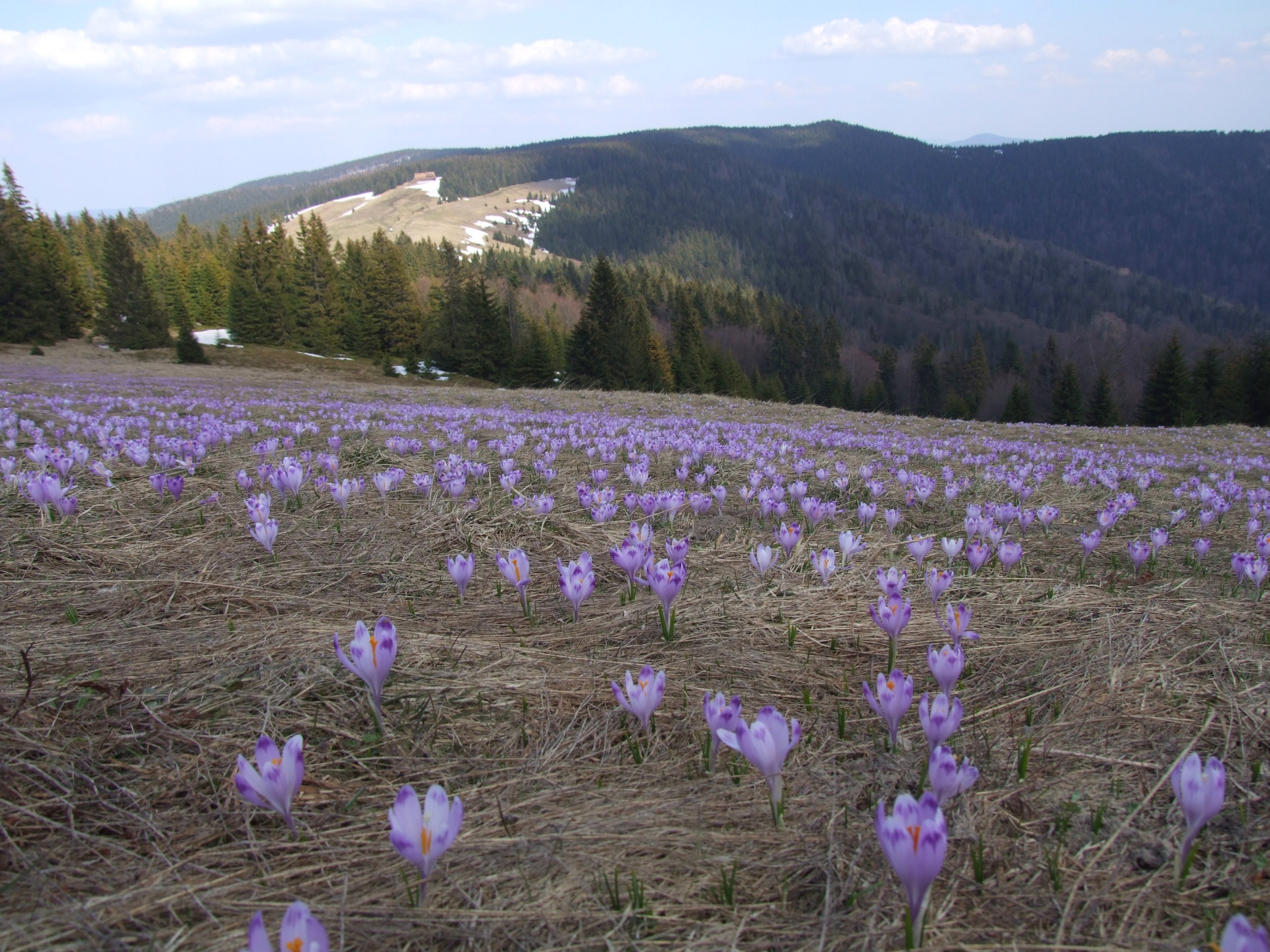
Turbacz wiosną

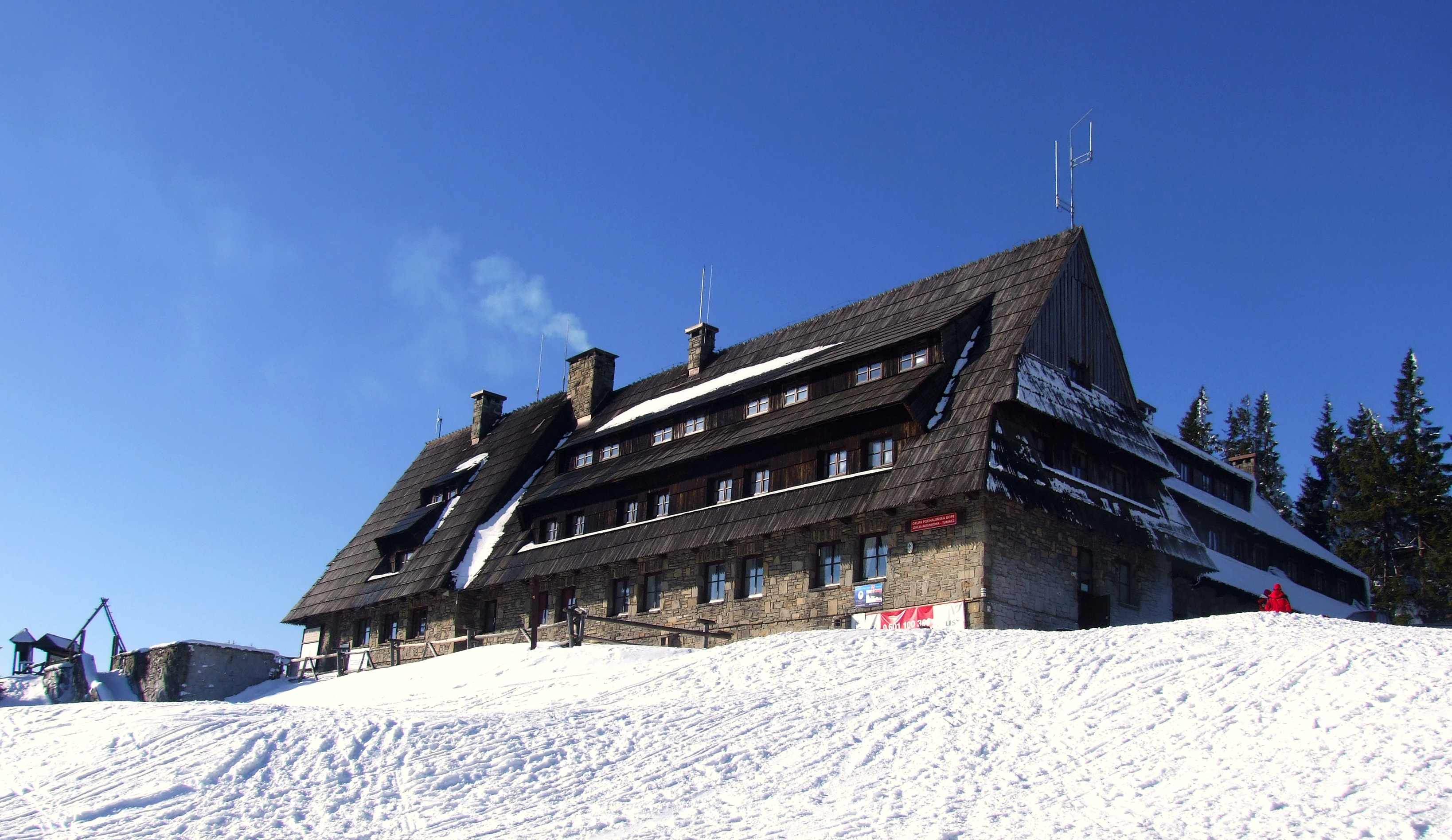
Schronisko na Turbaczu

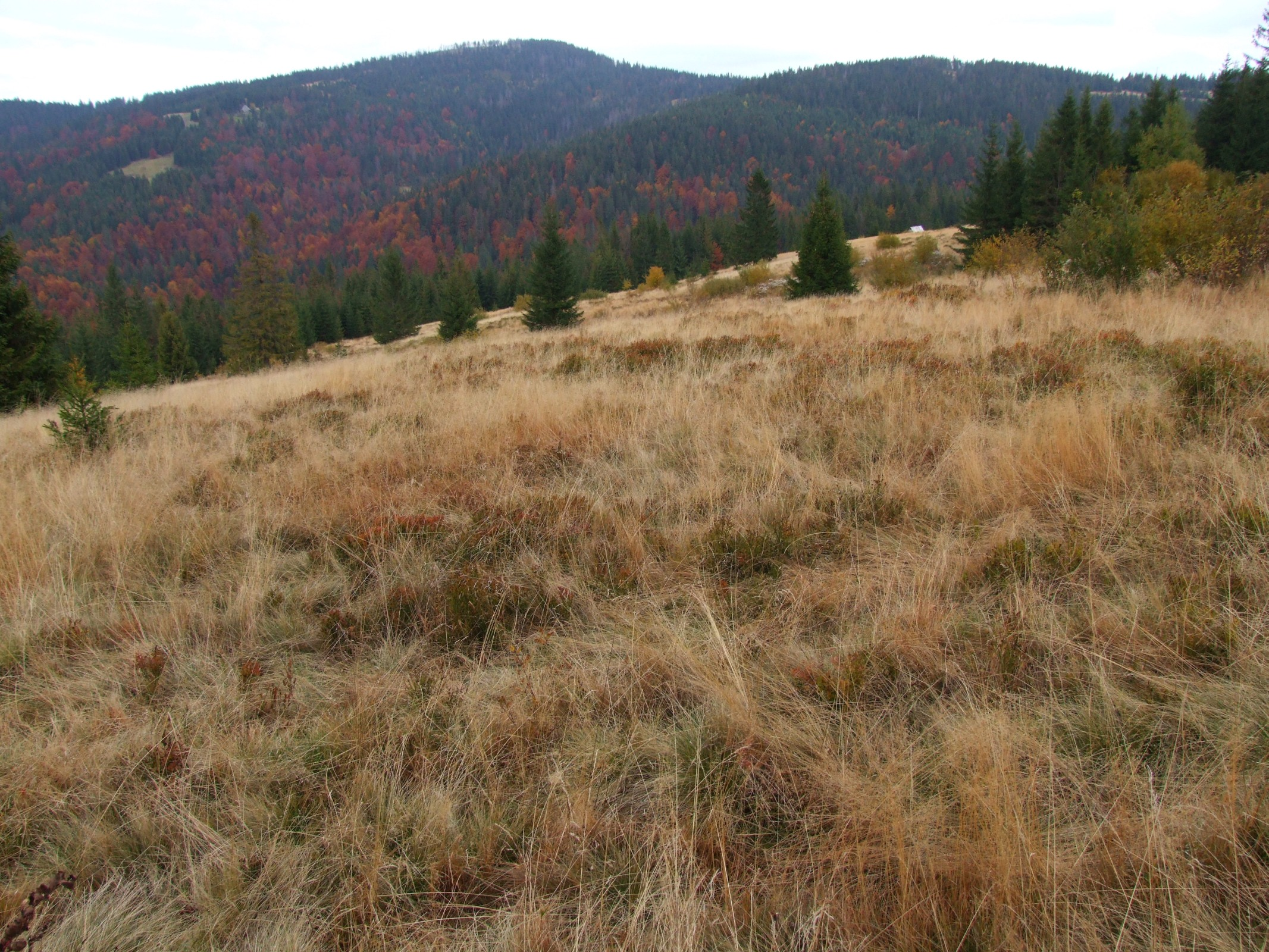
Widok na Turbacz z polany na Bukowinie Miejskiej

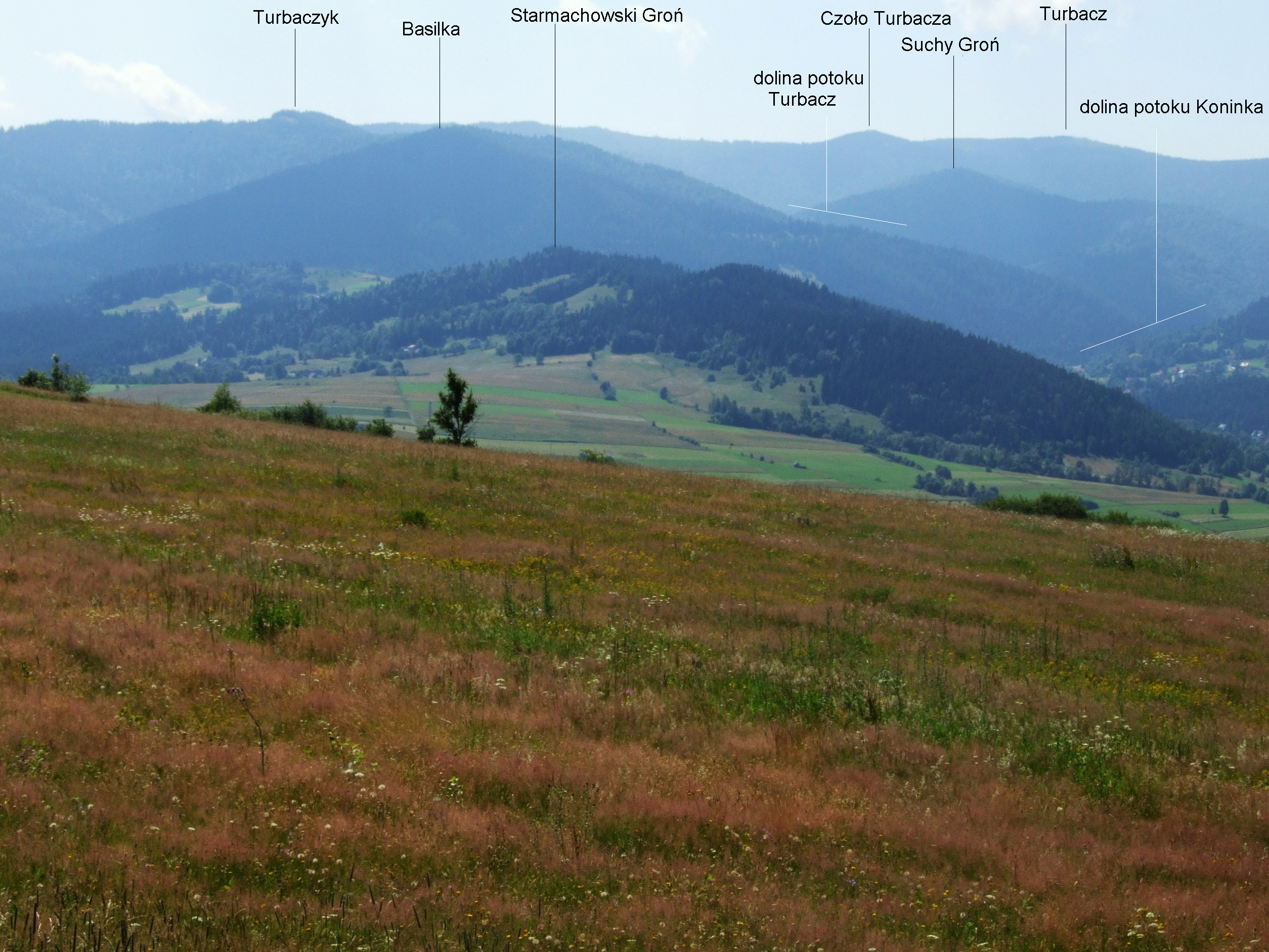
Położenie Turbacza w zasięgu przylegających do niego wschodnich grzbietów

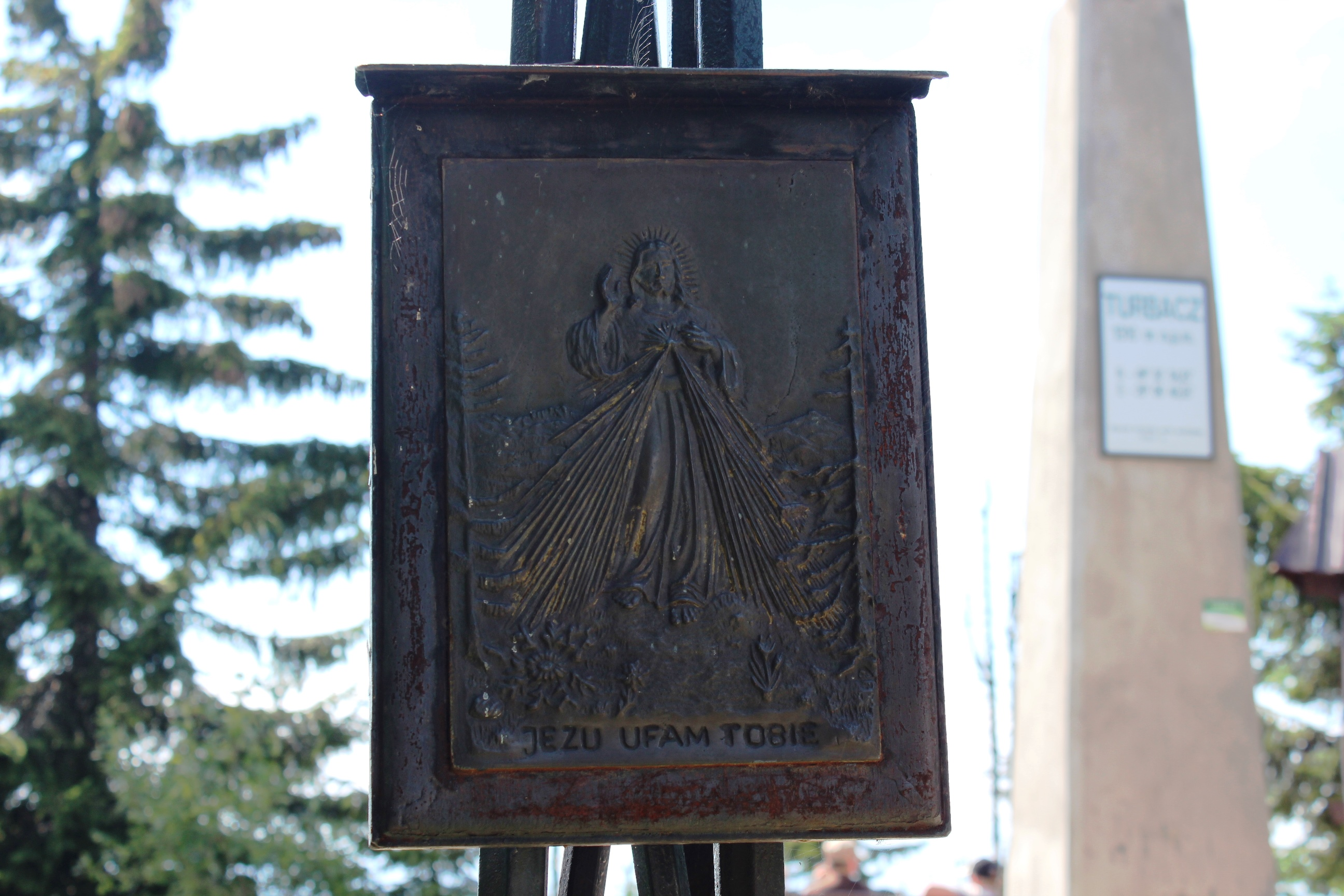
Metalowa płaskorzeźba z obrazem Jezu, ufam Tobie na szczycie Turbacza

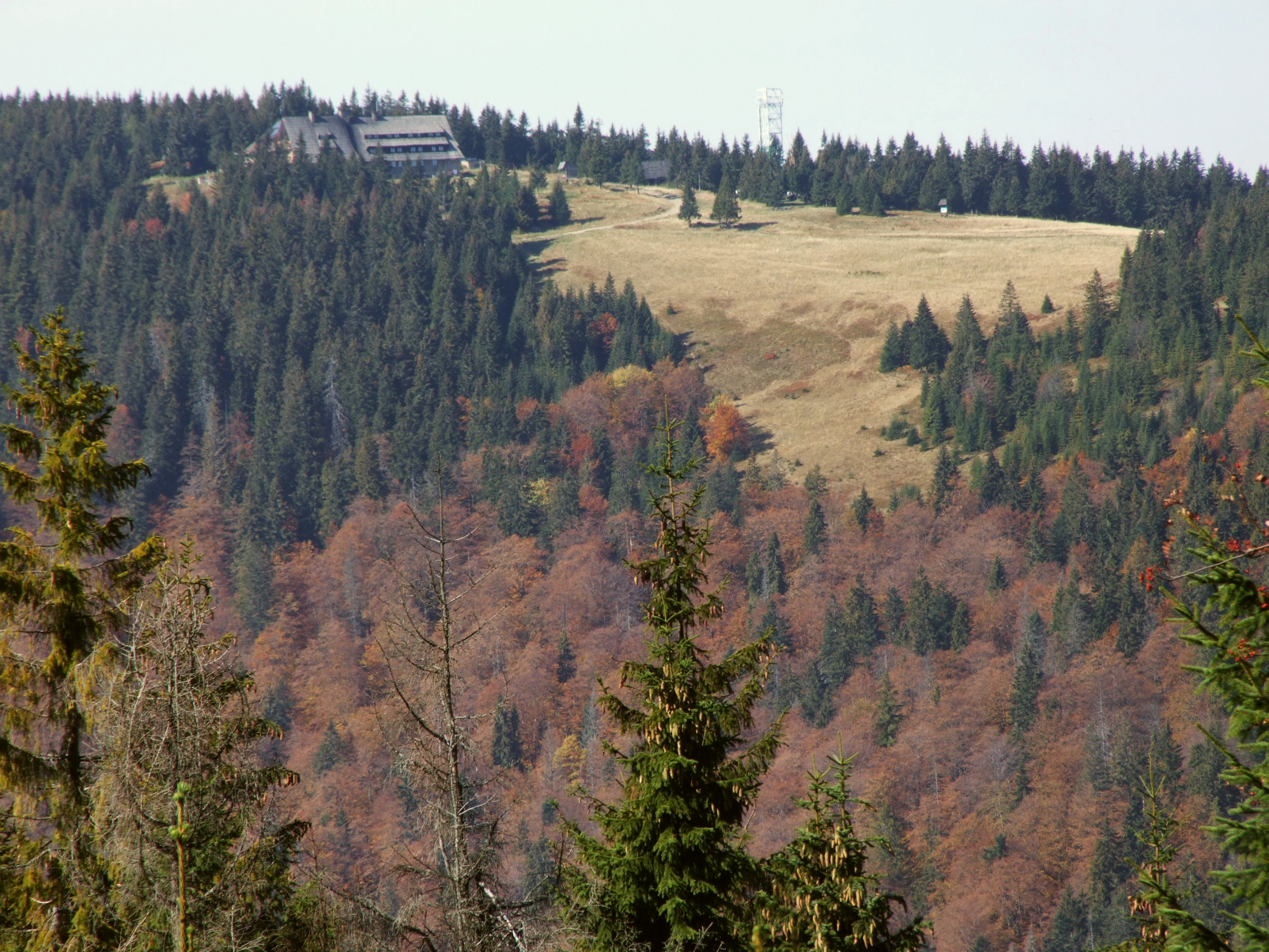
Widok na Turbacz od południowej strony, na zdjęciu widoczne schronisko

Turbacz – najwyższy szczyt Gorców, znajdujący się w centralnym punkcie pasma i tworzący potężny rozróg. Według większości źródeł ma wysokość 1310 m n.p.m. Zbudowany jest z fliszu karpackiego.

## Topografia
Z Turbacza odbiega kilka górskich grzbietów. Niektóre z nich blisko szczytu rozgałęziają się:
- Pasmo Gorca we wschodnim kierunku. Od pasma tego na Kiczorze odgałęzia się boczny grzbiet, który poprzez Knurowską Przełęcz przechodzi w długie Pasmo Lubania;
- grzbiet Mostownicy i Kudłonia w północno-wschodnim kierunku;
- grzbiet Turbaczyka w północnym kierunku;
- grzbiet Suchego Gronia w północno-zachodnim kierunku;
- grzbiet Obidowca ciągnący się na zachód do Przełęczy Sieniawskiej;
- grzbiet Średniego Wierchu, również w zachodnim kierunku;
- grzbiet Bukowiny Obidowskiej w południowo-zachodnim kierunku. Odgałęzia się od niego grzbiet Bukowiny Waksmundzkiej[3].

Sam wierzchołek Turbacza znajduje się poza Gorczańskim Parkiem Narodowym, którego granica przebiega po wschodniej oraz po północnej stronie szczytu. Na szczycie Turbacza, lub tuż w jego pobliżu graniczy z sobą pięć miejscowości: Łopuszna, Waksmund i Obidowa w powiecie nowotarskim oraz Poręba Wielka i Zasadne w powiecie limanowskim.

## Historia
Góra już w XIX w. była celem turystycznych wypraw. Seweryn Goszczyński tak opisuje ją w swoim „Dzienniku Podróży do Tatrów”: Widok z Turbacza na wszystkie strony przecudny, obszarem, który zajmuje i bogactwem rozmaitości. Nie miałem jeszcze w swym życiu podobnego widoku.
Sam szczyt Turbacza niczym nie wyróżnia się w dużej, szczytowej kopule. Otoczony był gęstym lasem świerkowym, przez co był pozbawiony widoków; stoi na nim kamienny obelisk oraz żelazny krzyż z datami 1945–1985. Dawniej wierzchołek był bezleśny i rozciągały się z niego szerokie widoki. W 1832 r. można było przez lunetę zobaczyć Kraków. Dla większości turystów nazwa Turbacz kojarzy się ze stojącym na rozległej polanie Wolnica (część Hali Długiej) budynkiem schroniska PTTK na Turbaczu. Od kilku lat, po zniszczeniu lasu przez wichurę, z wierzchołka znowu rozciąga się widok w kierunku północnym i zachodnim.
Stoki Turbacza były w czasie II wojny światowej i po jej zakończeniu świadkiem wielu walk partyzanckich. Tutaj swoje kryjówki miały oddziały, a schronisko było ważnym miejscem kontaktowym i azylem dla ukrywających się partyzantów. Najbardziej znana jest, związana ściśle z Turbaczem, postać Józefa Kurasia, ps. „Orzeł”, a potem ps. „Ogień”, partyzanta i dowódcy walczącego najpierw przeciwko Niemcom, a potem radzieckim komunistom.

## Turystyka
Położone pod szczytem, na wysokości 1283 m schronisko PTTK na Turbaczu to okazały kamienny budynek o dwóch prostopadłych skrzydłach z arkadowym wejściem i strzelistym dachem z mansardami, krytym gontem (ponad 100 miejsc noclegowych), otwarty w 1958 roku (projekt: Anna Górska). W pobliżu schroniska znajduje się przekaźnik RTV i telefonii komórkowej. Sam szczyt Turbacza znajduje się 5 minut drogi od schroniska. Jest on mało popularny turystycznie w odróżnieniu od schroniska PTTK.
Przed schroniskiem największy w Gorcach węzeł szlaków turystycznych (co wiąże się ze zwornikowym charakterem masywu Turbacza); z tarasu przed wejściem roztacza się rozległa panorama Pienin i Tatr ponad wzniesieniami Pogórza Spisko-Gubałowskiego – od Tatr Bielskich z Hawraniem przez Tatry Wysokie z Łomnicą, Gerlachem, Wysoką i Świnicą po Tatry Zachodnie z Kasprowym Wierchem, Bystrą i Banówką.
Obok schroniska (niewielki, drewniany budynek w lesie) – otwarte w 1980 roku Muzeum Kultury i Turystyki Górskiej PTTK, eksponujące dzieje turystyki w Gorcach, historię schroniska na Turbaczu, opis działalności ruchu oporu podczas II wojny światowej oraz postać Władysława Orkana.
Na Turbaczu, przy zejściu szlakiem do Nowego Targu, obok tzw. Kaplicy Papieskiej na polanie Rusnakowej, w drugą niedzielę sierpnia rokrocznie odbywa się Święto Gór, na które przybywają pieszo przez góry górale czasami z bardzo odległych zakątków. Impreza przyciąga też rzesze turystów. Przez wiele lat msza tradycyjnie była odprawiana przez pochodzącego z Łopusznej, położonej u stóp Turbacza, nieżyjącego już ks. Józefa Tischnera. Na polanie tej znajduje się także pomnik pamięci żołnierzy wyklętych, odsłonięty 12 sierpnia 2012 r.
Przez Turbacz przebiega trasa maratonu rowerowego rozgrywanego corocznie w okresie letnim. Trasa prowadzi z Rabki Zdrój na Turbacz, który jest jednocześnie najwyższym punktem polskich maratonów MTB, a następnie trudnymi trasami z powrotem do Rabki.
Góra zaliczana jest do Korony Gór Polski.

## Nazwa
W gwarach góralskich nazwa Turbacza jest określana jako: Turbac, Trubac, bądź Turboc.
Według Władysława Maciejczaka nazwa etnicznie odnosiła się niegdyś jedynie do Hali Turbacz i została błędnie przeniesiona na szczyt, a prawidłowa nazwa ludowa brzmiała: „Kluczki” (odnotowana w księgach austriackich). Takiej nazwy używał też w swym Dzienniku podróży do Tatrów Seweryn Goszczyński, który przebywał w dworze Tetmajerów w Łopusznej w 1832 r. Nazwa ta do dziś odnosi się do lasu znajdującego się po południowej stronie szczytu. Bywa także używana przez starszych Zagórzan odnosząc się do samego szczytu. Do końca XIX w. były używane takie nazwy jak: Niedźwiedź, Niedźwica, Niedźwiedzica. Powstały one na skutek błędu kartografów na mapie Galicji z 1790 roku, którzy błędnie oznaczyli miejscowość Niedźwiedź na miejscu Turbacza. Pod nazwą Niedźwiedź oraz innymi szczyt figurował jeszcze w Słowniku geograficznym Królestwa Polskiego. Przy definicji szczytu w tym słowniku wspomina się także o lesie Kluczka i odrębnym ramieniu górskim o nazwie Turbacz (Wierchowa). Przypuszcza się, że nazwa Turbacz ma korzenie wołoskie. Jedna z teorii mówi że pochodzi od rumuńskich słów: turba – „darń, torf”. Istnieje też teoria według której pierwotnie określenie dotyczyło Potoku Turbacz i jest nazwą dokładnie wschodniorumuńską nawiązującą do słowa turbat – „wściekły”, „szalony”, „zmącony”, „mętny”. Wysunięte zostały także przypuszczenia że nazwa może pochodzić od gry na trombitach, według tej teorii słowa góralskie zaczynający się na: tr byłyby pierwotną wersją. W Beskidach istnieje wiele nazw pochodzenia wołoskiego, upowszechniły się one po przybyciu Wołochów w XIV, XV wieku.

## Szlaki turystyki pieszej
Przez szczyt przebiega Główny Szlak Beskidzki:
 odcinek: Rabka-Zdrój – Tatarów – Maciejowa – Przysłop – Bardo – Jaworzyna Ponicka – Pośrednie – Schronisko PTTK na Starych Wierchach – Groniki – Pudziska – Obidowiec – Rozdziele – Turbacz. Odległość 16,7 km, suma podejść 970 m, suma zejść 220 m, czas przejścia 5 godz. 35 min, z powrotem 4 godz. 50 min.
 odcinek: Knurowska Przełęcz – Karolowe – Rąbaniska – Zielenica – Hala Nowa – Hala Młyńska – Kiczora – Trzy Kopce – Polana Gabrowska – Hala Długa – Turbacz. Odległość 8,5 km, suma podejść 610 m, suma zejść 140 m, czas przejścia 3 godz., z powrotem 2 godz. 5 min.
Węzeł szlaków znajduje się poniżej, przy schronisku PTTK na Turbaczu. Prócz czerwonego, przebiegają tam następujące szlaki:
 przez Bukowinę Waksmundzką i Zarębek Wyżni do Łopusznej (i dalej do Kacwina),
 przez Czoło Turbacza, Suchy Groń do Koninek w Porębie Wielkiej (i dalej do Brzeźnicy),
 przez Czoło Turbacza, Wierch Spalone i Turbaczyk, obok Orkanówki do Niedźwiedzia (i dalej na Szczebel),
 przez Bukowinę Waksmundzką do Oleksówki w Nowym Targu,
 przez Czoło Turbacza, Borek, Kudłoń i Gorc Troszacki do Lubomierza (i dalej do Tymbarku),
 przez Bukowinę Miejską do Oleksówki w Nowym Targu.